# Villa Carcano
La Villa Carcano di Anzano del Parco è una residenza nobiliare progettata da Leopoldo Pollack alla fine del XVIII secolo. Situata su una collina, la villa è circondata da un parco di grande valore storico, botanico e paesaggistico.

## Villa Carcano

### Storia
I Carcano, un'antica famiglia nobile originaria di Milano, giunsero ad Anzano con Carlo Camillo, che nel 1684 venne investito del feudo omonimo. Nel 1714, Luigi (†1727), figlio di Carlo Camillo, ottenne dall'imperatore Carlo VI il titolo di marchese sul feudo paterno, divenendo quindi il primo marchese di Anzano.  
Ad Anzano, i Carcano svilupparono un'importante attività agricola su terreni che si estendevano ben oltre i confini dell'attuale Parco di Villa Carcano.

Nel 1794, il marchese Alessandro Carcano fece progettare dall'architetto Leopoldo Pollack l'attuale villa in stile neoclassico. 

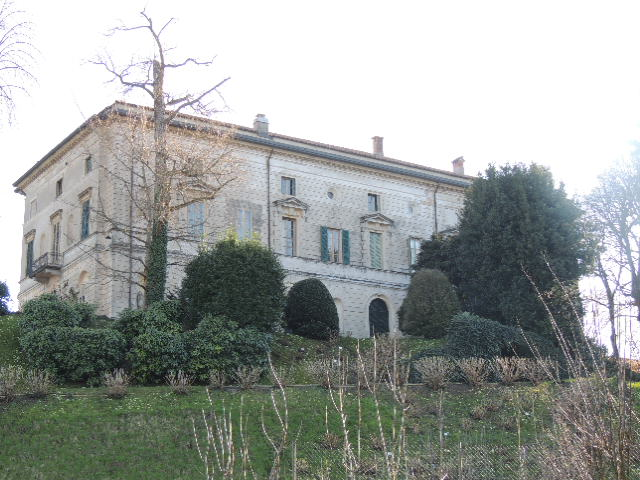
Esterno di Villa Carcano

### Struttura
Nel progetto della villa, Pollack combinò alcuni elementi di diversi stili architettonici. Il salone ovale, per esempio, è caratteristico del tardo barocco francese e austriaco, mentre le nicchie all'esterno della villa sono elementi formali riconducibili all'architettura neoclassica.
L'edificio ha il seguente sviluppo:
- piano terra : è la zona giorno dove i proprietari trascorrevano la maggior parte del loro tempo. Lungo l'asse principale si trovano il locale di ingresso e un locale di distribuzione che dà accesso alla scala al lato nord e a una sala con quattro colonne ioniche che precedono il luogo più importante della villa, il salone, scandito da tre navate.
- piano nobile : piano dove sono presenti le camere da letto dei proprietari ed eventuali ospiti.
- terzo piano : è suddiviso in camere di piccole dimensioni.
- piano interrato : cantine e altri locali.

Intorno alla villa furono costruiti numerosi elementi decorativi tra i quali edicole, un teatro di verzura e una ghiacciaia.

## Il Parco

### Parco botanico

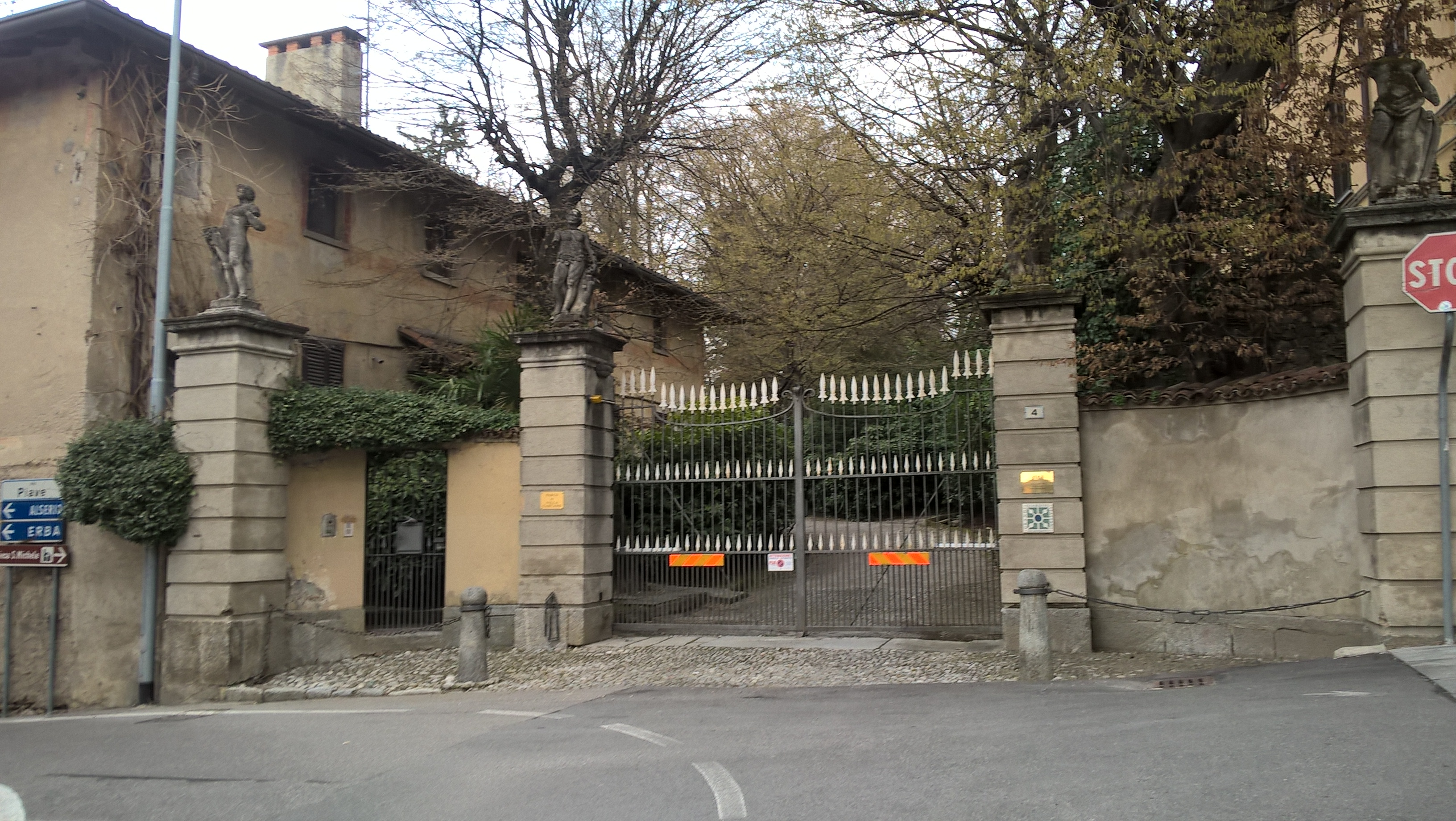
Cancello di Villa Carcano

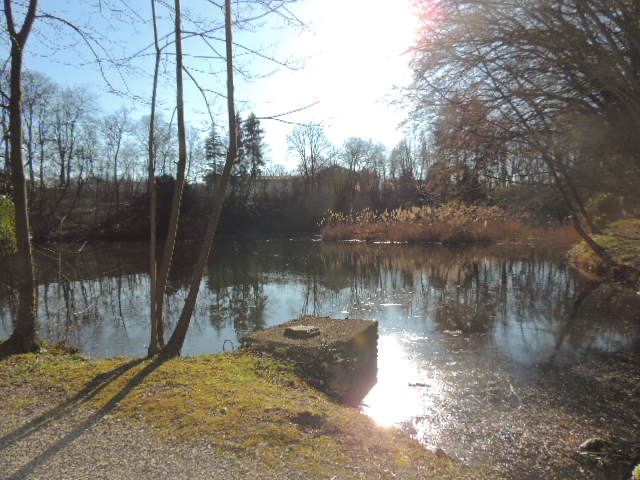
Laghetto di Villa Carcano

Il parco di Villa Carcano è noto per contenere piante pregiate, come Celtis australis, Ginkgo biloba, Aesculus hippocastanum e Chamaecyparis. Nel parco si trovano grandi palme e numerosi lauri, un esemplare di Fagus 'Purpurea Tricolor', altissimi Abies nordmanniana, magnolie e castagni plurisecolari. Un viale conduce al laghetto principale, un tempo navigabile, popolato da ninfee e da fauna selvatica, nel quale emergono due isolotti e un promontorio attraversato da una galleria. Fino a metà '900, il laghetto era utilizzato per produrre ghiaccio, che veniva conservato in una delle diverse ghiacciaie della proprietà e venduto in estate o donato ai malati.
All'interno del parco, sono stati rinvenuti resti di tombe di epoca romana.

### Sentieri

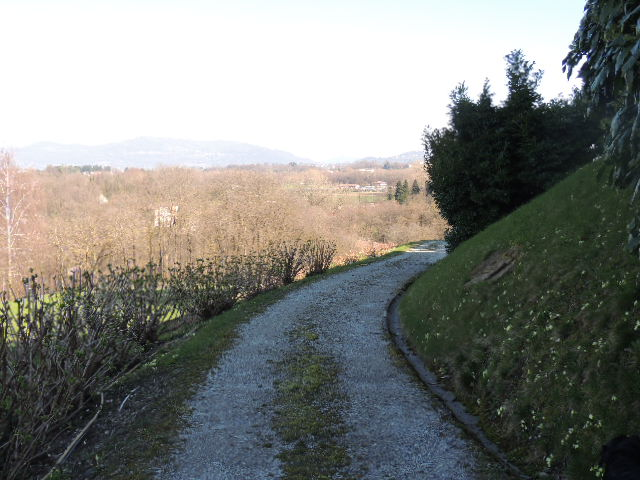
Sentiero nel Parco di Villa Carcano

Villa Carcano è circondata da boschi con sentieri. Seguendo questi si raggiunge il laghetto.
I sentieri del parco sono di forma circolare e costeggiano il parco, terminano tutti in un punto preciso presso il cancello di entrata.
Questi percorsi sono suddivisi in colori rappresentativi:
1. Verde , anello minimo, giardino domestico (30 minuti)[3]
2. Blu , prati, lago e ghiacciaie (60 minuti)[3]
3. Rosso , passeggiata tra acque, boschi e grandi viali[3]

Il percorso Verde circonda la villa ed è il più elevato; costeggia la chiesa e il campanile per poi ritornare al punto di incontro con gli altri sentieri nel cortile della villa.
Nel percorso Blu si raggiunge il laghetto della villa circondato da piante e molti fiori caratteristici del posto.
Questo sentiero si suddivide in boschetti:
- ll viale delle Magnolie si trova a sinistra della facciata occidentale della villa.
- Al Faggio rosso, originale per la sua colorazione e tonalità che varia con il passare delle stagioni.
- Il boschetto di Robinie: le robinie sono state introdotte in Europa da Jean Robin, botanico alla corte di Parigi; queste piante hanno un alto valore commerciale.
- Il lago, creato artificialmente sbarrando una valletta ed è alimentato da una sorgente perenne. Ospita una vasta popolazione di piccoli pesci.

Nel percorso Rosso i viali di collegamento furono ricavati utilizzando gli antichi sentieri che mettevano in comunicazione una cascina con l'altra.
Superato il lago vi è l'entrata della Grande ghiacciaia dove si trasportavano lastre di ghiaccio a cavallo.
Il viale prosegue verso un ruscello che dà vita a due laghetti artificiali; l'acqua veniva fornita alla villa e agli abitanti di Anzano.